# Raquel Martínez-Gómez
Raquel Martínez-Gómez (Albacete, 1973) è una scrittrice spagnola.
Laureata in Scienze delle comunicazioni all'Università Complutense di Madrid e in Letteratura, cultura e pensiero moderno e contemporaneo alla britannica University of Sussex. I suoi racconti e le sue poesie hanno ricevuto un ampio consenso da parte della critica. Nel 2010 vince il Premio letterario dell'Unione europea per Sombras de unicornio.